# Liste der Gerichte im HRR
Diese Liste enthält die historischen Gerichte im Heiligen Römischen Reich.

## Vorbemerkung
Diese Liste kann keinen Anspruch auf Vollständigkeit erheben. Das Heilige Römische Reich bestand aus mehr als 1500 reichsunmittelbaren Territorien mit jeweils eigener Jurisdiktion. Daneben bestand eine Vielzahl von Patrimonialgerichten, Privilegierter Gerichtsstände etc. Darüber veränderten sich diese Territorien und Gerichte in den 9 Jahrhunderten des Bestehens des Reiches vielfach.
Da die Trennung der Rechtsprechung von der Verwaltung lediglich bei den obersten Gerichten und dies erst im Laufe des 15. bis 17. Jahrhunderts erfolgte, waren die meisten Rechtsprechungsorgane gleichzeitig mit Rechtsprechungs- und Verwaltungsaufgaben befasst. In diese Liste sollen grundsätzlich alle Institutionen aufgenommen werden, die sich auch mit Rechtsprechung befassten. In letzter Instanz war typischerweise der Herrscher selbst Gerichtsinstanz. Aus Gründen der Redundanz ist es nicht sinnvoll, hier Herrscherlisten zu duplizieren.
Die Kompetenzen der Gerichte teilte man in Hohe Gerichtsbarkeit und Niedere Gerichtsbarkeit ein. Diese Liste kann Gerichte aller Typen enthalten.
Die Bezeichnung „Gericht“ ist bei Gerichten in dieser Zeit kein Hinweis darauf, dass die Rechtssprechungsfunktion im Vordergrund stand oder ausschließlich ausgeübt wurde. Vielmehr war es analog des Amtes üblicherweise ein Verwaltungs- und Gerichtsbezirk.

### Historische Gerichte mit Zuständigkeit für das Reich
- Königliches Kammergericht (je nach Aufenthaltsort des Königs/Kaisers)
- Reichshofrat in Wien
- Reichskammergericht (ab 1527 in Speyer, ab 1689 in Wetzlar)

### Oberappellationsgerichte
Die Kurfürsten verfügten seit dem Erlass der Goldenen Bulle von 1356 das Privilegium de non appellando. Bis zum Ende des Reiches erwarben alle größeren Reichsstände dieses Recht. Im Gegenzug mussten sie Oberappellationsgerichte einrichten, die auf Ebene des Territoriums letztinstanzliche Gerichte waren.
| Gericht                                   | Sitz       | Territorium                                       | Gründung | Anmerkungen |
| ----------------------------------------- | ---------- | ------------------------------------------------- | -------- | --- |
| Oberste Justizstelle Wien                 | Wien       | Österreich                                        | 1749     | ab 1848: Oberster Gerichtshof (Österreich) |
| Oberappellationsgericht in Berlin         | Berlin     | Preußen                                           | 1703     | Seit 1782: Preußisches Obertribunal |
| Oberappellationsgericht Königsberg        | Königsberg | Für die preußischen Gebiete außerhalb des Reiches | 1703     | |
| Revisorium                                | München    | Kurfürstentum Bayern                              | 1625     | ab 1809 Oberappellationsgericht München für das Königreich Bayern |
| Oberappellationsgericht Celle             | Celle      | Kurfürstentum Braunschweig-Lüneburg               | 1711     | |
| Oberhofgericht Stuttgart                  | Stuttgart  | Württemberg                                       |          | ab 1805 Oberappelationstribunal |
| Jülich-Bergisches Oberappellationsgericht | Düsseldorf | Herzogtümer Jülich und Berg                       | 1769     | |
| Oberappellationsgericht Kassel            | Kassel     | Landgrafschaft Hessen-Kassel                      | 1730     | |
| Wismarer Tribunal                         | Wismar     | schwedische Lehen im HRR                          | 1653     | |
| Ravensbergisches Appellationsgericht      | Cölln      | Grafschaft Ravensberg                             |          | 1703 kam ein Oberappellationsgericht zu Cölln für alle reichsangehörigen Lehen der Brandenburger Hohenzollern hinzu mit Ausnahme von Kurmark und Neumark. Beide letztere Gerichte wurden 1748/1750 mit dem kurmärkischen Kammergericht vereinigt. |

### Gerichte nach Territorium
Aufgrund der Masse der Gerichte ist die Liste im Folgenden nach Territorium aufgeteilt.

#### Schwedische Gerichte in Deutschland
- Wismarer Tribunal

#### Hochstift Osnabrück
- Justizwesen im Hochstift Osnabrück